# بحيرة ويب
بحيرة ويب  هي بحيرة اصطناعية ترفيهية تقع في مقاطعة كيرن، كاليفورنيا. هذه البحيرة هي في المقام الأول تحتوي على زوارق الية للتزلج على ماءالبحيرة. وهي واحد من اثنين من البحيرات التي هي جزء من بوينا فيستا المائية في المنطقة الجنوبية الغربية من بيكرسفيلد. تقع البحيرة على قاع البحيرة السابقة بوينا.

## وصلات خارجية
- Buena Vista Aquatic Recreational Area